# 伊徳妃
徳妃伊氏（とくひ いし、882年 - 942年）は、五代十国時代の後唐の荘宗李存勗の妃嬪。

## 生涯
太原府晋陽県の人。本貫は兗州金郷県。曾祖父は唐の検校尚書左僕射の伊慎。祖父は瀘州刺史の伊宗。父は忻州刺史の伊広。兄弟に伊承俊がいる。
唐末に李存勗に嫁ぎ、側室となった。李存勗が晋王となると、伊氏は燕国夫人に封ぜられた。李存勗が後唐の皇帝として即位すると、皇后をすぐには立てず、妻妾らは寵愛を争った。結局、側室の一人だった劉氏が皇后に立てられた。同光2年12月（925年）、伊氏は徳妃（高位の妃嬪）に封ぜられた。
明宗李嗣源が即位すると、劉皇后は賜死となり、妃嬪らは実家に帰された。徳妃伊氏は晋陽に居を遷した。後晋の天福元年（936年）、淑妃韓氏と共に契丹に捕らえられ連れ去られた。会同5年（942年）、伊氏は契丹から人を遣わし、後晋の出帝石重貴に馬を献じた。同年11月20日、契丹の懐州で死去した。享年61。

## 伝記資料
- 『新五代史』
- 『旧五代史』
- 『資治通鑑』
- 『大契丹国故後唐徳妃伊氏玄堂誌并銘』